# Підгірне (Білгород-Дністровський район)
Підгі́рне — село Старокозацької сільської громади Білгород-Дністровського району Одеської області в Україні. Населення становить 644 осіб. Розташоване в балці, на березі річки Алкалія. Біля села знаходиться ліс, ставок.

## Історія
Село має багату історію. Формування Підгірного почалося за часів Русько-Турецької війни, в 1806—1812 роках.
Влітку 1824 року, волонтерами надавалися землі (в урочищі поселення) Родей і Бобей, в Аккерманському повіті з нарискою кожній родині по 30 десятин землі. Всього отримали землі для проживання 29 сімей.
В 1850 році урочище Бобей відносилось до поселення Роша. В селі було всього 11 дворів, 45 чоловіків і 32 жінки. З 1889 року урочмще Бобей стало відноситись до приходу села Карналіївка, так як там була побудована Церква. В цьому ж році у нашому селі стало 35 дворів, 140 чоловіків та 136 жінок.

## Населення
Згідно з переписом 1989 року населення села, яке тоді входило до складу Карналіївської сільської ради, становило 585 осіб, з яких 291 чоловік та 294 жінки.
За переписом населення 2001 року в селі мешкали 632 особи.

### Мова
Розподіл населення за рідною мовою за даними перепису 2001 року:
| Мова       | Відсоток |
| ---------- | -------- |
| українська | 94,72 %  |
| молдовська | 2,48 %   |
| російська  | 1,71 %   |
| гагаузька  | 0,93 %   |
| болгарська | 0,16 %   |

## Економіка
У селі Підгірному функціонують такі підприємства. Сільськогосподарський кооператив «Перемога», Одеський осетророзвідний комплекс, інші малі фермерські господарства.

## Відомі мешканці

### Народились
- Пономаренко Віктор Михайлович — український хірург, учений у галузі соціальної медицини та організації охорони здоров'я, доктор медичних наук, професор.